# Echeveria macrantha
Echeveria macrantha är en fetbladsväxtart som beskrevs av Standley och Steyerm.. Echeveria macrantha ingår i släktet Echeveria och familjen fetbladsväxter. Inga underarter finns listade i Catalogue of Life.